# دارسي هنري
دارسي هنري (بالإنجليزية: Darcy Henry)‏ هو لاعب دوري الرغبي أسترالي، ولد في 1933 في تامورث في أستراليا، وتوفي في 2004 في Balgowlah, New South Wales ‏ في أستراليا.